# Gervans
Gervans [ʒɛʁvɑ̃] ist eine französische Gemeinde mit 545 Einwohnern (Stand: 1. Januar 2022) im Département Drôme in der Region Auvergne-Rhône-Alpes. Sie gehört zum Arrondissement Valence und zum Kanton Tain-l’Hermitage. Die Einwohner werden Gervanois und Gervanoises genannt.

## Geographie
Gervans liegt etwa 18 Kilometer nördlich von Valence an der Rhône und im Weinbaugebiet Crozes-Hermitage. Umgeben wird Gervans von den Nachbargemeinden Érôme im Norden, Crozes-Hermitage im Süden und Osten, Saint-Jean-de-Muzols im Südwesten, Lemps im Westen sowie Vion im Nordwesten.
Durch die Gemeinde führt die Route nationale 7.

## Bevölkerungsentwicklung
| Jahr                       | 1962 | 1968 | 1975 | 1982 | 1990 | 1999 | 2006 | 2013 | 2020 |
| -------------------------- | ---- | ---- | ---- | ---- | ---- | ---- | ---- | ---- | ---- |
| Einwohner                  | 278  | 267  | 272  | 313  | 339  | 434  | 511  | 569  | 546  |
| Quellen: Cassini und INSEE |      |      |      |      |      |      |      |      |      |

## Sehenswürdigkeiten
- Kirche Saint-Sébastien aus dem 19. Jahrhundert